# Żornyszcze
Żornyszcze (ukr. Жорнище) – wieś na Ukrainie, w rejonie ilinieckim obwodu winnickiego. Wzmiankowana w 1494 r.
Siedziba dawnej gminy Żorniszcze w powiecie lipowieckim Ukrainy.

## Dwór
- We wsi znajdował się drewniany, parterowy dwór wybudowany w pierwszej połowie XIX wieku[1]